# Pandeyuca
El pandeyuca o pan de yuca es una pieza de panadería en forma de panecillo, elaborado con queso blanco molido, almidón de yuca cernido, huevo, polvo de hornear y sal; que se amasa y se forma en pequeñas porciones que posteriormente se hornean. Es una preparación típica del trópico de Sudamérica con distintos nombres: ñoso en Argentina y Paraguay, cuñapé en Bolivia, pão de queijo en Brasil, pan de yuca en Ecuador y Perú, y pandeyuca (una sola palabra, escrita de manera similar al pandebono) en Colombia.

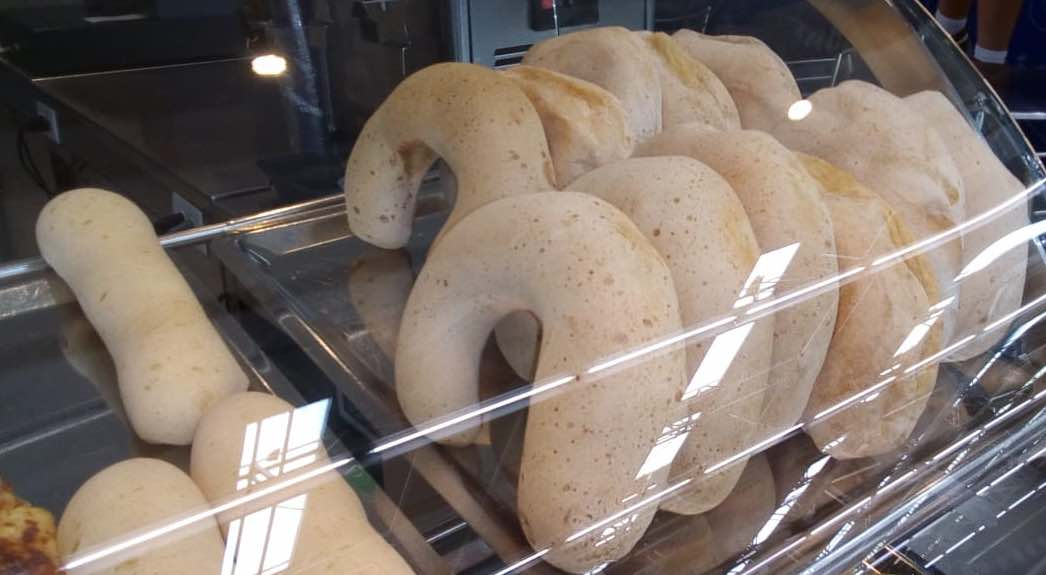
Pandeyucas crocantes a la venta.

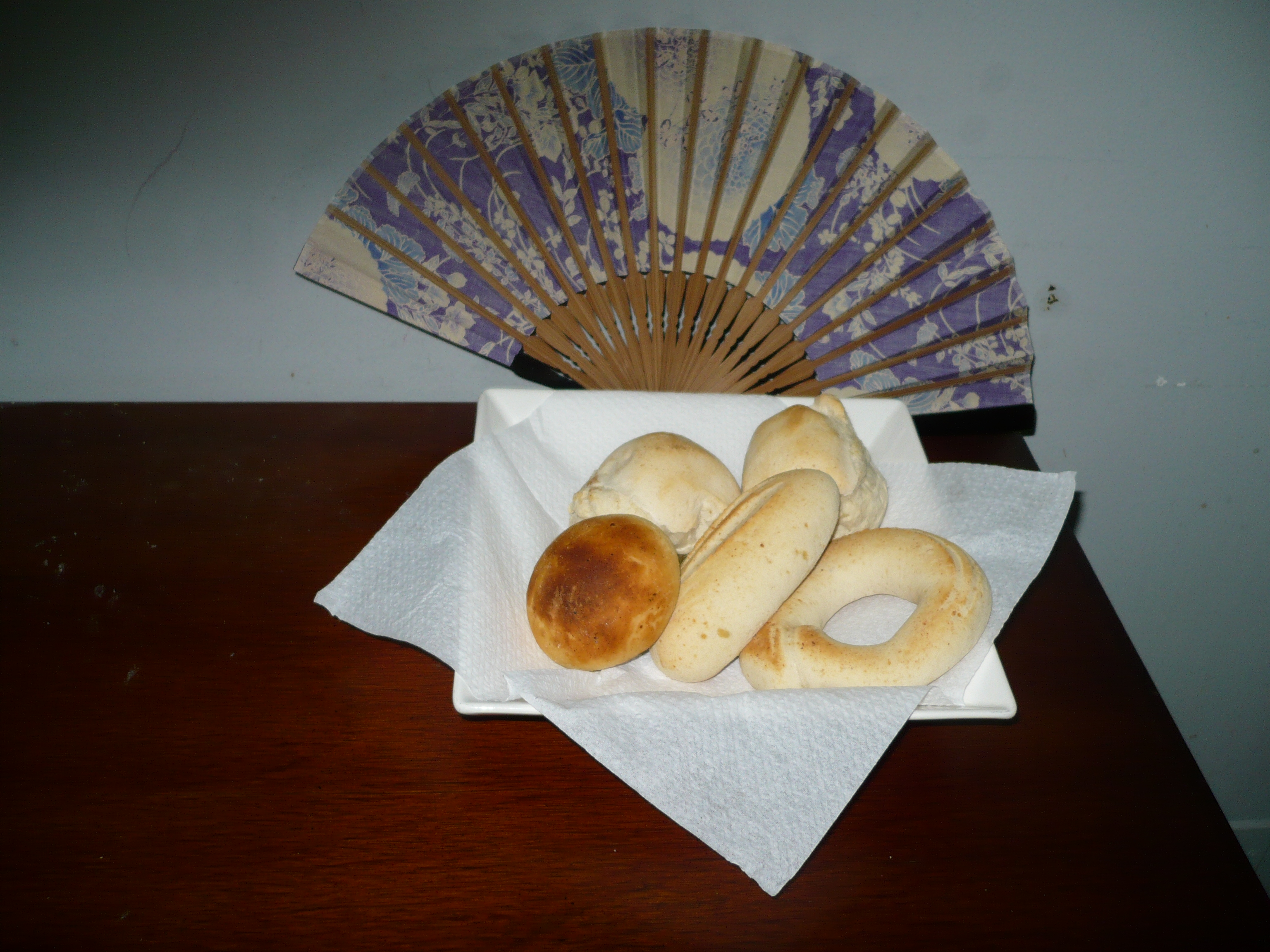
A la izquierda, almojábana; atrás, pandeyucas, y al frente, pandebonos.

Es un bocado presentado en forma de rosca, ovalado o redonda, y en estado sólido, seco y salado, con una cualidad un tanto arenosa y de un sabor exquisito y pegajoso. La textura ideal debe ser crocante, a diferencia del pandequeso o la almojábana, de textura más similar al pan suave.